# Engelbrekt-Aufstand

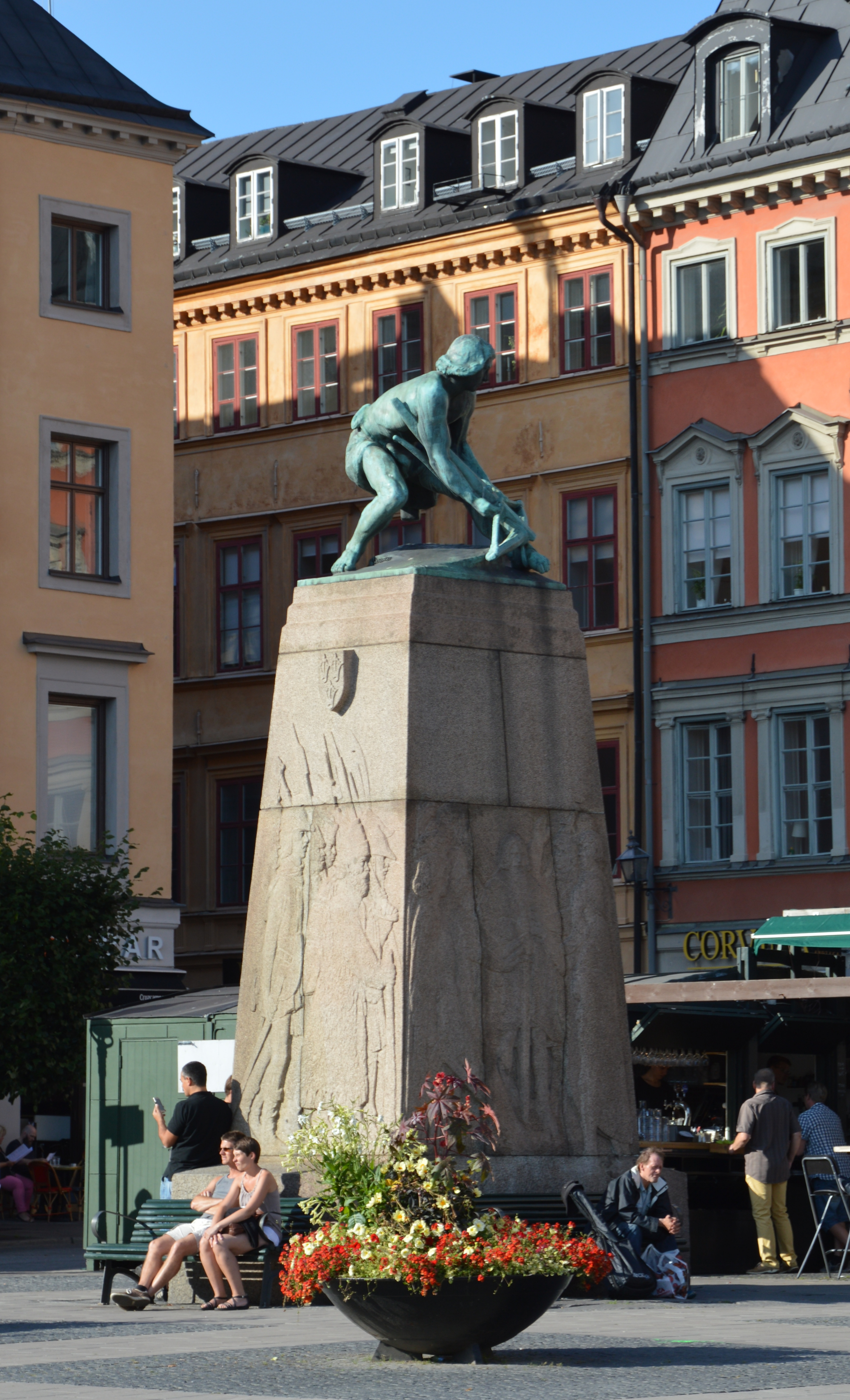
Bågspännaren, Denkmal für den Aufstand in Stockholm

Der Engelbrekt-Aufstand (schwedisch: Engelbrektsupproret) war ein schwedischer, am Anfang von Bauern getragener Aufstand gegen den dänischen Unionskönig Erich von Pommern unter der Leitung von Engelbrekt Engelbrektsson in den Jahren 1434 bis 1436.

## Ursachen
Der Aufstand lässt sich auf ein Zusammenspiel verschiedener Ursachen zurückführen. Seit 1397 war  der dänische König im Rahmen der Kalmarer Union in Personalunion auch König von Schweden und Norwegen. Gegen Erich von Pommern, der seit 1412 regierte und 1427 einen neuen Krieg gegen die Hanse begonnen hatte, regte sich Widerstand. Vor allem den Schweden gefiel sein Plan eines skandinavischen Einheitsstaats nicht. Auch waren die Bauern aufgrund der hohen Steuern aufgebracht, die verlangt wurden, um den vergangenen Krieg zu finanzieren. Die Unzufriedenheit des Adels ging auf den zunehmenden Machtverlust der Adelsschicht unter König Erich zurück. Auch die Kirche war über die Einflussnahme des Königshauses aufgebracht und es kam zu einem größeren Konflikt über die Besetzung des Erzbischofes von Uppsala.

## Verlauf
Zur Mittsommerzeit im Jahr 1434 begann ein Aufstand in der Gegend um Dalarna und Bergslagen. Anführer des Aufruhrs war der Bergmann Engelbrekt Engelbrektsson. Nachdem sich ihm Adlige anschlossen, zog Engelbrektsson mit seinem Heer in den Süden. Nach nur drei Monaten sah sich König Erik zu einem Waffenstillstandsabkommen gezwungen.
Im Jahr 1435 wurde eine Tagung in Arboga einberufen, wozu erstmals auch Bauern eingeladen wurden. Die Versammlung wird auch als erster Reichstag Schwedens bezeichnet. Bei dem Treffen wurde Engelbrektsson zum Befehlshaber über die schwedischen Streitkräfte, zum sogenannten Hövitsman, ernannt. Im Herbst 1435 trafen führende Adlige eine Abmachung mit König Erich, der daraufhin nach Stockholm zurückkehrte. Kurz darauf begannen jedoch erneut Ausschreitungen, die Engelbrektsson gemeinsam mit Karl Knutsson anführte, wobei sich die Aufstandsfront aber nun zu spalten begann.
Im Mai 1436 wurde Engelbrektsson auf dem Weg von Örebro nach Stockholm ermordet. Der Mord wurde von Magnus Bengtsson aus dem Adelsgeschlecht Natt och Dag vermutlich aufgrund persönlicher Gründe und der Aufsplittung der Front begangen und führte zu einem erneuten Aufstand der Bauern. König Erik wurde schließlich 1439 abgesetzt, Schweden erlangte aber weiterhin nicht die Unabhängigkeit. Im Jahr 1448 übernahm Engelbrektssons früherer Mitstreiter Karl Knutsson den Königsthron.

## Spätere Rezeption
Die mittelalterliche Engelbrektskrönikan greift die Zeit des Aufstandes auf und wurde als Propagandamittel für die schwedische Selbstständigkeit genutzt. Das Leben von Engelbrekt Engelbrektsson während der Zeit des Engelbrekt-Aufstandes wird in der Oper Engelbrekt von Natanael Berg behandelt, die 1929 in Stockholm uraufgeführt wurde.
Im Jahr 1935 feierte der schwedische Reichstag das 500-Jahr-Jubiläum der Versammlung von Arborga.